# 반사적 효력
반사적 효력란 제3자가 직접 판결의 효력을 받는 것은 아니나 당사자가 기판력을 받는 결과 당사자와 실체법상 의존관계에 있는 제3자가 이를 승인하지 않을 수 없어서 반사적으로 이익 또는 불이익을 받는 경우를 말한다.